# ライヴ・イン・サン・ディエゴ with スペシャル・ゲスト J.J.ケイル
『ライヴ・イン・サン・ディエゴ with スペシャル・ゲスト J.J.ケイル』(英語: Live in San Diego (with Special Guest JJ Cale))は、2016年に発表されたエリック・クラプトンのライブ・アルバム。

## 収録曲

### ディスク1
1. テル・ザ・トゥルース - Tell the Truth
2. キー・トゥ・ザ・ハイウェイ - Key to the Highway
3. ガット・トゥ・ゲット・ベター・イン・ア・リトル・ホワイル - Got To Get Better in a Little While
4. リトル・ウィング - Little Wing
5. エニイデイ - Anyday
6. エニウェイ・ザ・ウィンド・ブロウズ（with スペシャル・ゲスト：J.J.ケイル） - Anyway the Wind Blows（with Special Guest JJ Cale）
7. アフター・ミッドナイト（with スペシャル・ゲスト：J.J.ケイル） - After Midnight（with Special Guest JJ Cale）
8. フー・アム・アイ・テリング・ユー（with スペシャル・ゲスト：J.J.ケイル） - Who Am I Telling You?（with Special Guest JJ Cale）
9. ドント・クライ・シスター（with スペシャル・ゲスト：J.J.ケイル） - Don't Cry Sister（with Special Guest JJ Cale）

### ディスク2
1. コカイン（with スペシャル・ゲスト：J.J.ケイル） - Cocaine（with Special Guest JJ Cale）
2. マザーレス・チャイルド - Motherless Children
3. リトル・クイーン・オブ・スペイズ - Little Queen of Spades
4. ファーザー・オン・アップ・ザ・ロード - Further On Up the Road
5. ワンダフル・トゥナイト - Wonderful Tonight
6. いとしのレイラ - Layla
7. クロスロード - Crossroads

## レコーディング・メンバー
- エリック・クラプトン - Guitar、Lead Vocals、Producer
- J・J・ケイル：Guitar、Vocals
- Doyle Bramhall II：Guitar、Backing Vocals
- デレク・トラックス：Slide Guitar
- ウィリー・ウィークス：Bass
- スティーヴ・ジョーダン：Drums
- Chris Stainton：Keyboards
- Tim Carmon：Keyboards
- Michelle John：Backing Vocals
- Sharon White：Backing Vocals
- ロバート・クレイ：Guitar、Vocals （“Crossroads”）